# Тонота
Тонота (англ. Tonota) — населений пункт сільського типу на сході Ботсвани, на території Центрального округу.

## Географія
Розташоване за 27 км на південь від міста Франсистаун, на березі річки Шаше. Через місто проходить шосе A1, що з'єднує Франсистаун зі столицею країни, містом Габороне. Висота міста над рівнем моря — 958 м.

## Населення
За даними перепису 2011 року населення Тоноти становить 20 007 осіб.
Динаміка чисельності населення села за роками:
| 1981  | 1991   | 2001   | 2011   | 2013   |
| ----- | ------ | ------ | ------ | ------ |
| 6 566 | 11 129 | 15 617 | 20 007 | 20 955 |